# Simulium christophersi
Simulium christophersi är en tvåvingeart som beskrevs av Puri 1932. Simulium christophersi ingår i släktet Simulium och familjen knott. Inga underarter finns listade i Catalogue of Life.